# Троцевич, Аделаида Фёдоровна
Аделаи́да Фёдоровна Троце́вич (род. 7 января 1930, Ленинград) — советский и российский литературовед, кореевед, доктор филологических наук, ведущий научный сотрудник, советник Института восточных рукописей РАН.

## Биография
Аделаида Федоровна Троцевич родилась 7 января 1930 года в Ленинграде. Отец, Федор Николаевич, работал инженером, мать, Екатерина Ивановна, — фармацевтом. В 1947 году поступила на восточный факультет Ленинградского государственного университета, где её учителем был А. А. Холодович. В 1952 году училась в аспирантуре при кафедре корейской филологии восточного факультета ЛГУ. В 1962 году была защищена кандидатская диссертация на тему «„История о верности Чхунхян“ и жанр повести в корейской средневековой литературе».
С 1957 года становится научным сотрудником Ленинградского отделения Института востоковедения АН СССР, с 1977 — старшим научным сотрудником, затем ведущим научным сотрудником. Была членом ученого совета Санкт-Петербургского филиала ИВ РАН, входила в состав редколлегии серии «Памятники письменности Востока». В 1952—2000 годах преподавала историю корейской литературы на восточном факультете ЛГУ. Подготовила трех кандидатов наук.
В 1985 году защитила докторскую диссертацию на тему «Корейский средневековый роман».
С 2012 года на пенсии.

## Научная деятельность
Область научных интересов включает историю корейской традиционной литературы, историю корейской рукописной книги.
В монографии, написанной совместно с М. И. Никитиной, «Очерки истории корейской литературы до XIV в.» исследуется наиболее сложный период корейской литературы, в течение которого происходило её становление, изучаются связи литературы и фольклора, отдельно рассматриваются корейская поэзия на родном языке (хянга), предания об основателях государства, жизнеописания буддийских подвижников («Житие Кюнё»), светская историческая литература («Исторические записки о трех государствах»). Ставится вопрос о месте корейской литературы среди литератур Дальнего Востока и её соотношении с этими литературами.
В монографии «Корейская средневековая повесть» (1975) изучается место повести в корейской литературе XVII—XIX вв. Рассматривается путь её становления от биографии к повести, основные сюжеты корейского и иностранного происхождения, фольклорные мотивы, типы и функции персонажей, мировоззрение корейцев нового времени, их этические и эстетические взгляды.
В работе «Корейский средневековый роман. „Облачный сон девяти“ Ким Манчжуна», перекликающейся с докторской диссертацией, автор рассматривает корейский роман в контексте литературы XVIII—XIX вв., место сюжетной прозы в системе традиционных представлений о литературе, основные типы романов, соотношения сюжета романа, мифа и буддийской легенды, проблему демократизации корейской средневековой литературы.
Учебник «История корейской традиционной литературы (до XX в.)» (2004) отражает содержание одноимённого лекционного курса и в хронологическом порядке рассматривает основные этапы развития корейской литературы — ранняя литература (период трех государств и Силла — до X в.); литература Коре (918—1392): первый период (X в. — первая половина XII в.), второй период (конец XII в. — XIV в.); литература Ли (1392—1910): первый период (XV—XVI вв.), второй период (XVII—XVIII вв.), третий период (XIX в.). Для характеристики периода Ли вводится дополнительная периодизация по векам из-за активного жанрообразования и появления новых тем и мотивов.

## Основные работы
- Особенности языка и стиля повести «Чхунхян» // Корейская литература: Сб. ст. М.: ИВЛ, 1959. С. 62-88.
- Очерки истории корейской литературы до XIV в. М.: ГРВЛ, 1969. 237 с. (совм. с М. И. Никитиной)
- Корейская средневековая повесть. М.: ГРВЛ, 1975. 264 с.
- Корейский средневековый роман. «Облачный сон девяти» Ким Манчжуна. М.: ГРВЛ, 1986. 199 с.
- Сюжет «царь с ослиными ушами» в корейской литературе // Петербургское востоковедение. Вып. 7. СПб., 1995. С. 265—308.
- Миф и сюжетная проза Кореи. СПб.: Петерб. востоковедение, 1996. 185 с.
- Корейские письменные памятники в фонде китайских ксилографов Восточного отдела Научной библиотеки СПбГУ // Вестник Центра корейского языка и культуры. Вып. 3-4. СПб., 1999. С. 229—272.
- История корейской традиционной литературы (до XX в.): Учебное пособие. СПб.: СПбГУ, 2004. 319 с.
- Мой Учитель Александр Алексеевич Холодович // Вестник Центра корейского языка и культуры. Вып.16. СПб: СПбГУ, 2014. С. 27-40.
- Сведения о древнем «государстве» Чин гук 辰國 и владениях Хан 韓 в китайских исторических сочинениях (опыт анализа текста) // Письменные памятники Востока. Т. 13. № 3 (26). 2016. С. 66-90[2].

### Переводы
- Ли Ги Ен. О корейской литературе // Звезда. 1949. № 12. С. 147—148 (совм. с Ким Тхя Сеном).
- Повесть о вернейшей из верных жен, о не имевшей себе равных ни прежде, ни теперь, о Чхунхян // Корейские повести / Сост. А. А. Холодович. М.: Худож. лит., 1954. С. 75-188.
- Ким Бусик. Из «Исторических записей о Трех государствах». С. 244—251; Лим Чхун. История деньги. С. 254—258; Ли Гок. Бамбучинка. С. 261—264; Отшельник Сигён. Служка Гвоздь. С. 264—266; Неизвестный автор. Повесть о верной Чхунхян. С. 332—368 // Классическая проза Дальнего Востока. М.: Худож. лит., 1975.
- Повесть о Чек Сёные. В одной тетради. Из корейских ксилографов СПб филиала ИВ РАН. СПб.: Петербургское Востоковедение, 1996. 232 с.
- Как великодушие привело к праведности: роман о приключениях с преследованиями и переодеваниями. СПб.: Гиперион, 2017. 222 с. (совм. с Д. Д. Елисеевым)

## Ученики
Цой Инна Валериантовна (р. 1973 г.), кандидат филологических наук (2003)
Ли Сан Юн (р. 1959 г.), кандидат филологических наук (2008)
Гурьева Анастасия Александровна (р. 1978 г.), кандидат филологических наук (2012)